# Anoectochilus zhejiangensis
Anoectochilus zhejiangensis är en orkidéart som beskrevs av Zhi Wei och Yin Bin Chang. Anoectochilus zhejiangensis ingår i släktet Anoectochilus och familjen orkidéer. IUCN kategoriserar arten globalt som starkt hotad. Inga underarter finns listade i Catalogue of Life.